# Манастир Морачник
Манастир Морачник је мушки средњовековних манастир Црне Горе. Подигнут је на острву Бешка у проширеном делу кањона.
Старешина манастира је игуман отац Николај (Башановић), са братством на челу од 4. септембра 2015. године.

## Историја
На југоисточном краку троугластог острва Морачник, једном у низу од педесетак острва, хриди и гребена уз југозападну обалу Скадарског језера, налази се манастирски комплекс посвећен Пресветој Богородици Тројеручици. Комплекс је смјештен на истуреном рту на југоисточној страни острва, положен ниско, скоро до самог језера. Манастир је стојао "спрам" села Бобовишта.
Према називу острва, комплекс је у народу познат као манастир Морачник. Први пут се помиње 1417. године у повељи Балше III Ђурђевића, сина Јелене Балшић и унука „светопочившег кнеза Лазара“, како она назива свог оца, којом Балша дарује манастиру гумно соли у Бару, који му је по свему судећи и нови ктитор. Из повеље се види да је Морачник био метох најстаријег нашег манастира, Пречисте Крајинске, у којој је управо у то вријеме столовао зетски митрополит Арсеније. Око 1417. кнез Балша III Балшић је поклнио два гумна соли манастирима Врањини и Морачнику, уз обавезу да десетину соли дају Богородичиној светој обитељи у Крајини.   Године 1614. један путописац каже да „свако од пет острва на језеру, има по један манастир српских калуђера“, а крајем истог вијека игуман Морачника Николај, тражи из Венеције једне свештеничке одежде. То је уједно и посљедњи спомен Морачника као живог манастира. Несумњиво је надживио вријеме наиласка Турака и дуго се биљежи по турским тефтерима, али вјероватно да као и његов матични манастир, Пречиста Крајинска, није преживио Махмут-пашу Бушатлију, и његове походе на Црну Гору крајем 18, вијека. Постоје мишљења да су га тада Турци претворили у џамију. Манастир у себи „садржи скоро сва искуства, појединачно провјерена на ранијим грађевинама“ Зетске Свете Горе, монашке заједнице сабране у XIV и XV вијеку из Јерусалима, Свете Горе и Синаја, која је за собом оставила спомен на велике духовнике и теологе попут Никона Јерусалимца, писца Горичког зборника, који тамо напомиње о добром гласу који су у Светој Земљи уживали монаси са острва Скадарског језера.
Триконхосна црква са куполом на Морачнику је сума цијелог градитељства баошићке епохе на Скадарском језеру и представља мало ремек-дјело мјере и склада. У хармоничну цјелину повезани су црква која има и јужни параклис, конак на истоку и кула, која се налази на југу. Све је зидано полуобрађеним каменом, али грађевине нијесу настале у истом периоду. Претпоставља се да је уз испосицу или можда цркву настала прво кула, уз коју су онда дозидани конаци. Кула је на трећем спрату имала параклис са крстастим сводом и чинила је одбрамбену цјелину са пиргом са Топхане, који се види са Морачника, и кулом са Пречисте Крајинске. Данас настојатељ манастира је јеромонах Николај Башановић.

## Опис
Манастирски комплекс чине: храм посвећен Пресветој Богородици Тројеручици, са параклисом Светог Јована Дамаскина, капела Светог Григорија Синаита, храм Преображења Господњег на врху острва, манастирски конак и економски објекти.
Храм Пресвете Богородице Тројеручице је малих димензија, дужине 7.5 м, а ширине 4 м, основе у виду сажетог тролиста. Црква се одликује неуобичајено ниским апсидама. Код ње се појављује западни травеј, уз који су дозидане нише на сјеверној и јужној страни, које су служиле као проскомидија и ђаконикон. Како је западни травеј скоро истих димензија, основа је добила симетричну и чисту форму. Кубе је копија оног на старчевачком храму и ослања се на четири пиластра, између којих су постављени лукови. Због бочних лукова појављује се трансепт који није “лажан” као на Старчеву. Украсни камени вијенац постављен је испод свих кровних површина, а с унутрашње стране њиме су украшени подужни зидови. Сви прозори, по један на свакој апсиди и четири на тамбуру – правоугаони су и оперважени каменим гредама. У прозорима су нађени остаци фресака, по чему се може закључити да је читава црква била живописана. Западни портал има, изнад правоугаоног отвора, полукружну линету. Црква је грађена од притесаног камена, сложеног у неправилне хоризонталне редове. Првобитно је била покривена каменим плочама, као и сви храмови Балшића на језеру. Храм је грађевински обновљен и очекује се да ускоро започне и његово фрескописање.

## Садашњост
Убрзо послије градње цркве, подигнута је правоугаона припрата а истовремено, наслањајући се на јужни зид цркве и припрате, саграђен је мали параклис са апсидом. Истраживачким радовима на Морачнику, обављеним 1985. године, констатовано је постојање плочника испред капеле, изнад кога се налазио дрвени тријем. Параклис Светог Јована Дамаскина до данас није обновљен и чека на обнову.